# نغو دوك تانغ
نغو دوك تانغ هو لاعب كرة قدم فيتنامي في مركزي الدفاع والوسط، ولد في 4 مايو 1985 في فيتنام. لعب مع نادي هانوي.

## وصلات خارجية
- نغو دوك تانغ على موقع قاعدة بيانات كرة القدم.إي يو (الإنجليزية)
- نغو دوك تانغ على موقع Soccerway.com (الإنجليزية)